# スラヴャンスク (哨戒艇)
「スラヴャンスク (P190)」はウクライナ海軍のアイランド型カッターである。アメリカ沿岸警備隊時代の名称は「USCGCクッシング」であったスラヴャンスクは、2018年にウクライナが取得し、2019年10月21日に同国に到着した。ロシアによるウクライナ侵攻中の2022年3月3日にロシアの対艦ミサイル攻撃を受けて沈没した。

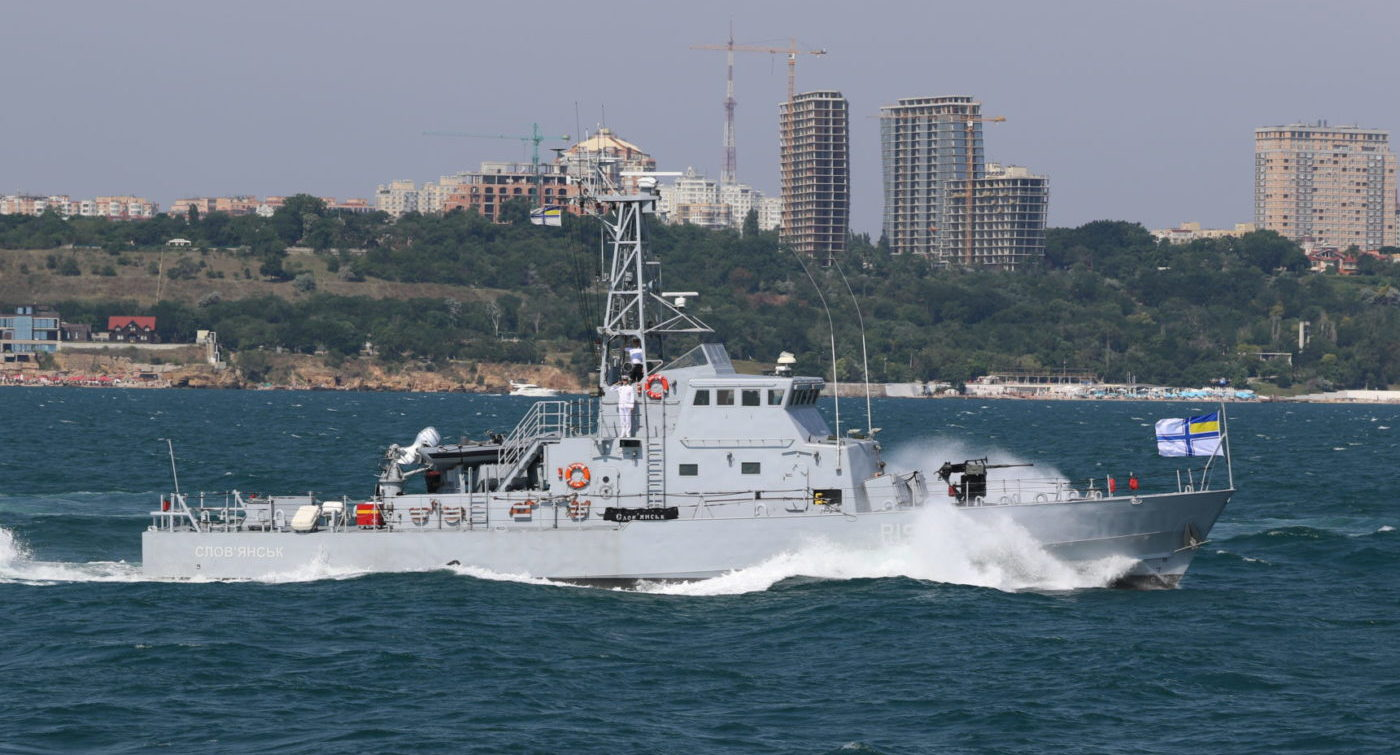
航行中のスラヴャンスク(2020年7月5日)

スラヴャンスクは、ルイジアナ州ロックポートのボリンジャー造船所で1988年初頭に建造され、1988年8月4日にアラバマ州モービルの沿岸警備隊基地で就役した。

## 設計・建造
クッシング/スラヴャンスクを含むアイランド型カッターは、ルイジアナ州ロックポートのボリンジャー造船所で建造された。アイランド型の艦艇の全長は110フィート（34m）、幅21フィート（6.4m）、喫水7フィート（2.1 m）で、排水量は最大積載で156トン、半積載で139トンである。推進プラントは2基のPaxman Valenta 16CMディーゼルエンジンまたは2基のCaterpillar 3516ディーゼル エンジンで構成され、船内の電力は、2台の99kw Caterpillar 3304Tディーゼル発電機によって供給される。船体は非常に強度の高い鋼で作られており、上部構造と主要甲板はアルミニウムで作られている。
アイランド型哨戒艦の最大持続速度は29.5ノット (時速54.6km) であり、衛星航法システム、衝突回避システム、水上レーダー、Loran Cシステムが搭載されている。航続距離は5,360kmで、5日間の耐久性がある。乗員は16人（2人の士官と14人の乗組員）。 アイランド型カッターは、ヴォスパー・ソーニクロフトの33メートル級巡視船に基づいている（寸法は同様）。
アメリカ沿岸警備隊時代にクッシングは、25mm機関砲1基と7.62mm M60軽機関銃2丁を装備しており、ブローニングM2重機関銃2丁の取り付けも可能だった。ウクライナ海軍時代には、スラヴャンスクはソ連時代の110-PM機関砲1基で武装していた。

## 就役史

### アメリカ沿岸警備隊
1988年8月4日の沿岸警備隊の日に就役したクッシングは、メイン州ポートランド近くにあるクッシング島にちなんで名付けられた。沿岸警備隊時代に、クッシングは多くの人道的および軍事作戦に参加し、主に米国沿岸警備隊の捜索救助、法執行、生物海洋資源、メキシコ湾、カリブ海、大西洋での麻薬と不法移民の阻止任務を支援した。クッシングは、沿岸警備隊時代に、アラバマ、プエルトリコ、ノースカロライナを母港としていた。
クッシングは1991年のハイチ軍事クーデター後の、アメリカが支援したハイチへの軍事介入「民主主義擁護作戦」に関わった。1994年、クッシングは、「エイブル・マナー作戦」と「エイブル・ビジル作戦」の支援活動を行う55隻の沿岸警備隊カッターの1隻であった。これらのパトロールは国境警備活動で構成され、6万3000人以上のハイチとキューバの移民の救出と本国送還をもたらした。「エイブルマナー」と「エイブル・ビジル」は、ベトナム戦争以来最大規模の米国沿岸警備隊の作戦であった。
クッシングはその後ノースカロライナ州のアトランティックビーチに移され、漁業と海洋生物の取り締まり並びに捜索と救助に主に重点を置いた。
2017年3月8日、クッシングはUSCGC「ナンタケット」と共にノースカロライナ州で退役し、翌年に2台のセンチネル型カッターが両方のカッターに取って代わった。クッシングはメリーランド州ボルチモア付近の沿岸警備隊造船所に係留された。

### ウクライナ海軍
2018年9月、ウクライナへの軍事援助の一環として、米国の過剰防衛物品プログラムの下でクッシングとその姉妹船ドラモンドがウクライナに供給された。アイランド級哨戒艇は、ウクライナ海軍が運用する米国で建造された最初の主要な就役船であり、この時点までのウクライナ海軍は主に、ソビエト黒海艦隊のロシア黒海艦隊とウクライナ海軍への分割によって継承された船の大部分で構成されていた。その結果、2隻の船は保管庫から出され、メンテナンスと機器のアップグレードを受けた。クッシングとドラモンドは、乾貨物船 「オーシャン・フリーダム」に乗せられて、黒海の港湾都市オデッサに運ばれ、2019年10月21日に到着した。
ウクライナ海軍時代に「クッシング」は、船乗りのローマン・ナプリアギラとセルギイ・マイボロダの故郷を記念して「スラヴャンスク」に改称された。

#### 沈没
ロシアのウクライナ侵攻中の2022年3月3日、スラヴャンスクがオデッサ、チョルノモルスク、ユジネの港湾都市周辺で偵察と哨戒任務を行っていた際に、ロシアのKh-31対艦ミサイルで撃沈されたと報じられた。乗員の安否は報告されていない。